# Arthur Birkett
Arthur Ernest Burrington Birkett (* 25. Oktober 1875 in Exeter; † 1. April 1941 in London) war ein britischer Cricketspieler.

## Erfolge
Arthur Birkett nahm als Mitglied der Devon & Somerset County Wanderers (D&SCW) an einer Club-Tour nach Frankreich im Rahmen der Weltausstellung 1900 in Paris teil. Dort spielte er mit der Mannschaft unter anderem gegen ein Team, das hauptsächlich aus Exil-Briten bestand, die durch die Union des sociétés françaises de sports athlétiques ausgewählt wurden. Der D&SCW wurde dabei als England bezeichnet, der Gegner als Frankreich. Dieses wurde im Jahr 1912 nachträglich als Bestandteil der Olympischen Spiele 1900 klassifiziert. Mit 158 Runs setzte sich sein Team, zu dem außer Birkett noch Charles Beachcroft, Alfred Bowerman, George Buckley, Francis Burchell, Frederick Christian, Harry Corner, Frederick Cuming, William Donne, Alfred Powlesland, John Symes und Montagu Toller gehörten, gegen seine Kontrahenten durch und wurde damit in der Folge als Olympiasieger bezeichnet. Birkett selbst, der nur im ersten Innings am Schlag zum Einsatz kam, erzielte dabei einen Run. Sein Heimatverein war der Castle Cary Cricket Club.
Als Birketts Vater, ein Wollhändler, 1902 starb, erbte Arthur Birkett das Familienunternehmen.